# Robert Wilson (hockeista su ghiaccio)
Robert Wilson, detto Rob (Toronto, 18 luglio 1968), è un allenatore di hockey su ghiaccio ed ex hockeista su ghiaccio canadese naturalizzato britannico, dal 2015 allenatore degli Nürnberg Ice Tigers, squadra della Deutsche Eishockey Liga.

## Palmarès

### Giocatore

#### Club
- Ice Hockey Superleague Playoff: 1

Sheffield Steelers: 1996-1997

### Allenatore

#### Club
- Campionato italiano: 1

Renon: 2013-2014
- Coppa Italia: 1

Renon: 2013-2014